# 三好長逸
三好 長逸（みよし ながやす）は、戦国時代の武将。三好氏の家臣。三好一族の長老的立場であり、松永久秀と共に三好政権の双璧と称される。また、三好宗渭や石成友通と共に三好三人衆の1人に数えられ、その筆頭格であった。

## 人物
通称は孫四郎、初名を長縁ともいう。法号は宗功。さらに元亀年間からは「北斎宗功」の号を名乗り始める。官位は従四位下日向守。子に三好長虎（弓介、久介、久助、生長）がいる。
続柄は諸説あり、『続応仁後記』によれば三好之長の四男・孫四郎長光の子が日向守長縁（長逸）とされる。『細川両家記』などでは之長の子は「芥川次郎長光・三好孫四郎長則」であり、この三好長則の子にあたるともいう。「芥川系図」に拠ると、長縁は「初名定康、芥川三郎・日向守・従五位下・入道号北斎。芥川三郎長光の子」とされている。『史略名称訓義』では、長縁について「豊前守之康の男、彦次郎也」であり、三好政康の兄弟とする。天野忠幸は、京都大学総合博物館所蔵『三好長光画像模本』に三好氏の家紋の付いた肩衣を着た「三好長光」が描かれ、「為孝子長逸朝臣賛」として長逸の賛が付されていることを指摘し、長逸を三好之長の三男・三好孫四郎長光の子としている。

## 生涯

### 三好一族の重鎮
永正13年（1516年）に誕生。永正17年（1520年）に祖父とされる三好之長と父とされる三好長光が等持院の戦いで戦死している。
三好長慶に仕える三好一族の1人（従叔父）として、長慶とその治世を支える。三好一族は多くが細川家の内紛の中で命を落としており、長慶が若年の頃に彼を後援してくれた三好連盛（三好伊賀守）も没落し、三好政長は父・三好元長の仇であり敵対関係にあったため、長逸は長慶から頼れる一族の年長者として信頼された。長逸の活動範囲は広く、山城、摂津、河内、丹波、大和と三好家の勢力圏全域に文書を発給し、所領安堵や年貢の督促などを行っている。
天文18年（1549年）、江口の戦いで細川晴元の部将・香西元成を攻撃。
天文19年（1550年）、京都奪回を図り近江国から攻めてきた細川軍を長慶の弟・十河一存らと迎撃して阻止（東山の戦い）。長慶に反発して晴元と共に近江に亡命した室町幕府13代将軍・足利義輝とも戦った。
天文21年（1552年）、長慶と義輝が和睦を結ぶと送迎役の1人として義輝を亡命先の近江から出迎えている。
天文23年（1554年）、有馬重則の要請に応える形で播磨国人・別所就治の三木城を攻撃して付城7つを落とし、弘治元年（1555年）の丹波の波多野元秀討伐（これは敗北し、松永長頼に代わった）など長慶の勢力拡大に貢献し、三好一族の中でも長慶に最も信頼されて、永禄元年（1558年）頃までには山城飯岡城主に任ぜられ、山城南半分の統治を任されている。
同年5月、再び長慶と義輝が対立して如意ヶ嶽に陣取ると、6月に松永久秀と共に将軍山城に向かい、11月に両者が和睦するまで戦った（北白川の戦い）。
永禄4年（1561年）、長慶の子・三好義興が義輝を屋敷で歓迎した際、接待役の1人を務めている。
また、三好祐長（三好左衛門尉）に代わって、松永久秀と共に訴訟の取次ぎ・長慶の補佐などを扱う側近・申次として長慶に重用されて同名衆にも列せられ、長慶の弟・実休、息子の義興や久秀よりも先に永禄3年（1560年）に従四位下に叙せられた。これは長逸の三好家中における地位の高さ、影響力の大きさを示すものとされる。同年に長慶が摂津芥川山城から河内飯盛山城へ移り、代わりに芥川山城を与えられた義興が幕府出仕のため京都に常駐するようになると、不在の芥川山城を任されるなど非常に三好家の中で重要な地位を占めていたことがうかがえる。永禄4年（1561年）の足利義輝の三好邸御成の際の席次は「細川氏綱、長慶、義興、松永久秀、長逸、政生（三好宗渭）、息子の長虎、三好帯刀左衛門尉であり、長逸・長虎親子の地位の高さがうかがえる。

### 長慶死後の内乱
長慶と義興の死後は長慶の甥で幼少の当主・三好義継を他の三人衆（三好宗渭、石成友通）や松永久秀らと共に補佐し、永禄8年（1565年）5月19日には三好氏の障害となっていた足利義輝を殺害した（永禄の変）。長逸は襲撃に加わり義輝の正室である近衛稙家女（近衛前久の妹）を保護し近衛邸に護送している。
しかし、三好家中における主導権争いから久秀とは次第に対立を深め、11月16日に三好宗渭や石成友通、三好康長とともに飯盛山城に入り、義継の奉行人である長松軒淳世らを殺害したうえで義継を高屋城へ移し、義継を説き伏せ久秀討伐の大義名分を獲得、永禄9年（1566年）に入ると両者は交戦状態に突入した。三人衆は本国阿波を支える篠原長房と義継の大叔父・三好康長、久秀と敵対していた筒井順慶と組んで久秀と戦った。一方の久秀は畠山高政・安見宗房らと結んで対抗した。
こうした戦乱の最中に外国人の保護を行い、永禄8年7月、ガスパル・ヴィレラやルイス・フロイスが京都から追放されて堺に赴く際、長逸は護衛のために家臣を同行させ、通行税免除の允許状を与えている（『フロイス日本史』）。このためフロイスは長逸を異教徒でありながらも「生来善良な人」「教会の友人」と記している。永禄9年（1566年）にも長逸について記録していて、「天下の4人の執政のうちの1人」「堺市内にきわめて豪華で立派な邸宅を有した」などと称えている。
三人衆は摂津と堺を狙う畠山軍を撃破（上芝の戦い）、筒井順慶と結託して松永久秀の本拠地信貴山城・多聞山城を包囲したが、両者共に決め手が無く争乱は長期化していった。この過程で、永禄10年（1567年）2月に三人衆に不満を抱いた義継が久秀の下へ逃亡、10月10日に三人衆の軍勢が陣取った大和東大寺を松永軍が攻撃し焼亡する事件（東大寺大仏殿の戦い）が起きている。だが、その10日後には長逸の嫡男・生長と名を改めた長虎が山城普賢寺谷で松永方の軍勢に勝利している。義継・久秀にこのような抵抗を受けつつも、戦局は全般的に久秀を大和に封じ込めていた三人衆方の優勢で進んでいて、三人衆が義輝の従弟にあたる足利義栄を14代将軍に就任させたことも優位に繋がった。特に義栄の将軍就任直後に出された御供衆の名簿に「三好日向守」として加えられており、当時対立関係にあった義継と同格の立場（三好長慶以降、三好宗家の当主は御供衆の資格で将軍に仕える事が許されていた）になったことが注目される。
永禄11年（1568年）、織田信長が6万と号する大軍を擁し、永禄の変で三好方が取り逃がした義輝の弟・足利義昭を押し立てて上洛を開始した。長逸は4月に美濃三人衆稲葉良通に信長への取り次ぎを依頼したがうまくいかなかった。信長の動きに対し、三人衆はかつての宿敵である近江の六角義賢や紀伊国の国人衆、高野山等と結んでこれに徹底して対立する姿勢を示す一方で、三人衆の攻撃を受け劣勢に立っていた三好義継・松永久秀はいち早く信長に恭順する。長慶没後の三好家内紛の悪影響は甚大であり、信長の上洛を受けて六角義賢は近江を追われ（観音寺城の戦い）、将軍に擁立した足利義栄も上洛出来ず急死、三人衆方の国人衆や幕府奉公衆らからも織田方への寝返りが続出、三人衆もそれぞれの居城を落とされ逃亡した。長逸は細川昭元と共に芥川山城に籠城したがあえなく阿波へ退散した。

### 畿内退去後
永禄12年（1569年）の本圀寺の変において、長逸は兵3,000を率いて摂津国池田方面から来援する織田方の池田勝正、細川藤孝、三好義継らの軍勢を桂川で迎撃したが激戦の末に敗北（桂川の戦い）、これにより三人衆の勢力は本国阿波まで後退してしまう。
元亀元年（1570年）、長逸は篠原長房らと共に四国における三好軍をまとめあげ再度の反攻を図った。6月、摂津池田城で謀反を起こして城主・池田勝正を追放した荒木村重ら池田二十一人衆に呼応して摂津に軍を進めた（野田・福島の戦い）。織田側が戦いを有利に進めるが、摂津に本拠をもつ石山本願寺が突如、織田軍を攻撃（石山合戦の勃発）。三好軍は紀州勢や一向一揆の参戦、さらに織田方にとっての後方である近江での浅井長政・朝倉義景連合軍の攻勢に助けられ、一時的に織田軍を摂津・河内から駆逐する成果を上げた。だが三好軍にも追撃の余力はなく、11月には反織田の諸勢力と共に信長との間に和議が結ばれている。
この和議は翌年早くも破られ、三人衆は摂津・河内を拠点に石山本願寺と連携しつつ信長包囲網の一角を担った。しかし、本国阿波で三好長治が篠原長房を殺害し、家中の不和を招くなどの混乱もあり、積極策を取れないまま三好軍は徐々に衰えていく。元亀4年（7月28日に天正と改元、1573年）、足利義昭自身が決起し、これに義継・久秀らが呼応してはじめて三好一族の足並みが反織田で一致した。だが同年の武田信玄の病死が反織田方にとって致命的な一撃となり、三好一族を含めた畿内の反織田勢力も一気に瓦解に突き進む。義昭は畿内から追放、三人衆の1人・石成友通は淀城で戦死、浅井長政・朝倉義景も織田軍に討たれた。
長逸については、摂津中嶋城にて信長が派遣してきた軍勢と戦い、敗北して城を逃れたのが確認できる最後の事跡である。残存する長逸本人の発給文書は元亀元年（1570年）が最後となる。一説にはこの合戦で討ち死にしたともされるが、その死を確認できる史料はなく、長逸と息子の生長のその後については隠居・幽閉説など各種の説が存在する。また、『賀茂別雷神社職中算用状』（同社の氏人が結成した惣の出納に関する算用状）の天正5年9月分に「壱斗 三好日向守殿参、染山神鳥之代」とする記述があり、天正5年（1577年）に京都の賀茂別雷神社を訪問した三好日向守が長逸本人もしくはその後継者であった可能性がある。また、宗渭は行方不明となったとも、永禄12年（1569年）5月段階で死去（『二條宴乗記』）したとも言われ、義継は義昭を匿ったため織田軍に討ち取られ、反対に久秀は信長に降伏して生き延びた。長治は阿波の内乱で敗死、康長を始め他の三好一族は信長に臣従・討伐され、大名としての三好氏の勢力は消滅した。

## 家臣・一族
長逸の家臣として以下の者が確認できる。
- 板東信秀（板東季頼、坂東大炊助）。阿波国坂東郡の国人。長逸の家臣では譜代格であり家臣筆頭と思われる。
- 竹鼻清範（竹鼻対馬守）。山城国国人。天智天皇山科陵の沙汰人・守人の子孫であると称した山城国竹鼻氏の一族。
- 若槻光保（若槻隠岐守）。細川京兆家の奉行人・若槻氏の一族。
- 江戸備中守
- 岩崎越後守。永禄4年の足利義輝の三好邸御成の際、坂東季秀とともに楽屋奉行を務めた。
- 伊曽与右衛門尉

長逸の親族として以下の者が確認されている。
- 三好長虎。弓介長虎、後に兵庫助生長。長逸の子であり、三好政権において父とともに活躍した。
- 革島ジョアン。『フロイス日本史』では山城国西岡の国人・革島氏の一族である革島ジョアンが長逸の甥とされている。
- 三好長継。三好義継の子である長元の子とも言われるが不明。長慶の娘を娶り、その死後に長逸の娘を継室にした。長継と長逸の娘との間の子である三好若狭守長は佐伯藩の藩主毛利高政に仕え、毛利名字を許される重臣となった。若狭守の子孫は佐伯藩士三好氏として続いた。
- 松平直基。結城秀康の五男。直基の母親・品量院は「三好越後守長虎」の娘であるとされている。越後守長虎が長逸の子長虎と同一人物であるかは不明。